# Mineriada del febbraio 1999
Con il nome di Mineriada del febbraio 1999 sono conosciuti gli eventi che si sono verificati il 17 febbraio 1999 nella valle del Jiu e in alcune località dell'Oltenia in Romania, con la sollevazione dei minatori provenienti dalla valle del Jiu, che erano intenzionati a porre in atto una marcia verso Bucarest per costringere il governo del primo ministro Radu Vasile (Partito Nazionale Contadino Cristiano Democratico) a rassegnare le proprie dimissioni. La protesta esplose in reazione alla condanna a 18 anni di reclusione del leader dei minatori Miron Cozma. Lo scontro con le forze dell'ordine si consumò nella giornata del 17 febbraio. La rivolta si concluse con l'arresto di Cozma e di oltre 500 minatori. Si tratta della sesta ed ultima mineriada.

## Preludio
La quinta mineriada scoppiata nel gennaio del 1999 si era conclusa con la pace di Cozia del 23 gennaio con la rassicurazione da parte del primo ministro Radu Vasile che le richieste di miglioramento delle condizioni lavorative e dei salari avanzate dai minatori sarebbero state soddisfatte.
La situazione esplose nuovamente all'indomani del 14 febbraio 1999, quando il leader sindacale Miron Cozma fu condannato a 18 di anni di reclusione dall'Alta corte di cassazione e giustizia per i fatti della mineriada del settembre 1991. Ciò causò la sollevazione dei minatori, che provarono una nuova incursione a Bucarest per contestare la sentenza e ribaltare il governo di Vasile.

## Eventi
All'alba del 17 febbraio 2.500 minatori salirono a bordo di 50 autobus per dirigersi nella capitale partendo dalle località della valle del Jiu. Questi riuscirono a sfondare il primo blocco posto dalle forze dell'ordine nella zona del villaggio di Brădești (Dolj), per giungere intorno alle ore 5.00 nelle vicinanze di Stoenești (Olt), dove si scontrarono violentemente con la polizia. Gli autobus furono distrutti e i manifestanti attaccati con granate lacrimogene. Miron Cozma tentò la fuga cercando rifugio nella città di Caracal (Olt), ma fu catturato e arrestato alle ore 9:00 insieme ad altri 500 minatori.

## Vittime e conseguenze giudiziarie
La sesta mineriada costò 170 feriti (100 poliziotti, 70 minatori) e un morto (il minatore quarantanovenne Constantin Harag, ucciso nel corso della battaglia di Stoenești).
In base alla sentenza del 1999, Cozma fu condannato a 18 anni di carcere per i fatti del 1991 e graziato dal presidente Ion Iliescu nel 2004. Fu poi nuovamente arrestato per le accuse rivolte contro di lui per gli scontri della mineriada del gennaio 1999. Finì di scontare la pena nel 2007.